# 裂瓣玉凤花
裂瓣玉凤花（学名：Habenaria petelotii），又名毛唇玉鳳蘭，为兰科玉凤花属下的一个种。

## 扩展阅读
- 維基物種上的相關：裂瓣玉凤花